# Sebastiano Vincelli
Sebastiano Vincelli detto Nello (Melilli, 4 febbraio 1930 – Roma, 28 agosto 1999) è stato un politico italiano.

## Biografia
Dopo aver conseguito la licenza media superiore ha intrapreso subito la carriera politica. In seguito consegue la laurea in scienze politiche.
Dal 1958 al 1983 è stato ininterrottamente parlamentare (deputato per quattro legislature e una al Senato). Ha ricoperto la carica di Sottosegretario di Stato ai trasporti e all'aviazione civile dal 1968 al 1972, sotto i governi Leone II, Rumor II, Rumor III, Colombo ed Andreotti I.
Inoltre nel biennio 1972-1974 è stato Sottosegretario alla Presidenza del Consiglio dei ministri negli esecutivi Andreotti II, Rumor IV e Rumor V.